# Jerolim Vidulić
Jerolim Vidulić (Zadar, oko 1440. – Zadar, 1499.) bio je hrvatski humanist, lirik, svećenik i od 1483. godine javni bilježnik u Zadru. Studirao je u Veneciji. U svojim notarskim spisima ostavio je nekoliko zapisa koji pokazuju njegove humanističke interese (podatci o razmjeni latinskih inkunabula među Zadranima, politički komentari, pisma, skice i književni tekstovi, uglavnom latinski). Za povijest hrvatske književnosti značajan je po jedinoj pjesmi na hrvatskom jeziku, sastavljenoj od šest katrena i dijaloške strukture, jednim od najranijih primjera hrvatske renesansne ljubavne lirike. Obično se naslovljuje po prvom polustihu Ako mi ne daš lik. Nije sigurno je li Vidulić autor pjesme ili samo prepisivač, pretpostavlja se da je trebala biti ispjevana u dvostruko rimovanim dvanaestercima, ali autor nije dosljedno poštovao metričku normu.

## Vanjske poveznice
- Pjesma Ako mi ne daš lik